# كريستوفر هورن
كريستوفر هورن (بالإنجليزية: Kristopher Horn)‏ هو متزلج جماعي أمريكي، ولد في 25 أبريل 1994.

## وصلات خارجية
- كريستوفر هورن على موقع الاتحاد الدولي لألعاب القوى (الإنجليزية)
- كريستوفر هورن على موقع IBSF (الإنجليزية)
- كريستوفر هورن على موقع أوليمبيديا (الإنجليزية)
- كريستوفر هورن على موقع اللجنة الأولمبية والبارالمبية الأمريكية (الإنجليزية)